# John Russell, 1.º Conde Russell
John Russell, 1.º Conde Russell KG, GCMG, PC (Londres, 18 de agosto de 1792 —  Londres, 28 de maio de 1878), conhecido como Lorde John Russell antes de 1861, foi um político whig e liberal britânico, por duas vezes foi Primeiro-ministro do Reino Unido.

## Biografia
Russell nasceu em um dos mais altos escalões da aristocracia britânica. A família Russell tinha sido uma das principais dinastias whig na Inglaterra desde o século XVII, e estavam entre as mais ricas famílias aristocráticas de proprietários de terras no país, mas como um filho mais novo do 6.º Duque de Bedford, não era esperado herdar a propriedades familiares. Como filho mais novo, ele levou o título de cortesia "Lorde John Russell", mas como ele não era um par em seu próprio direito, ele tinha apenas o direito de sentar-se na Câmara dos Comuns.
Ele foi educado na Westminster School e na Universidade de Edimburgo, que ele participou entre 1809 e 1812, apesar de ter deixado sem ter um diploma.

## Vida pública
Russell entrou na Câmara dos Comuns como um whig em 1813. Em 1819, Russell abraçou a causa da reforma do parlamento, e levou a ala mais reformista dos whigs em toda a década de 1820. Quando os Whigs chegaram ao poder em 1830 com Conde Grey, Russell entrou no governo como Paymaster of the Forces, e logo foi elevado ao gabinete.
Ele foi um dos principais líderes da luta pela Lei de Reforma de 1832, ganhando o apelido de Finality Jack por sua complacência ao pronunciar a lei como uma medida final. Em 1834, quando o líder da Câmara dos Comuns, lorde Althorp, sucedeu à nobreza como Conde Spencer, Russell tornou-se o líder dos whigs na Câmara dos Comuns, uma posição que manteve pelo resto da década, até os whigs saírem do poder em 1841. Nesta posição, Russell continuou a liderar a ala mais reformista do partido whig, chamando, em particular, da liberdade religiosa, e, como secretário do interior em final da década de 1830, desempenhou um grande papel na democratização do governo das cidades britânicas (que não Londres). Durante sua carreira no parlamento, lorde John Russell representou a cidade de Londres.

### Primeiro Gabinete
Em 1845, como líder da oposição, Russell saiu em favor da revogação da Corn Laws, forçando o conservador primeiro-ministro Robert Peel a segui-lo. Quando os conservadores dividiram o ano sobre este assunto, os whigs voltaram ao poder e Russell tornou-se primeiro-ministro. O governo Russell foi frustrante, e, devido à desunião do partido e brigas internas, ele não foi capaz de garantir o sucesso de muitas das medidas que ele estava interessado em passar.
O primeiro governo de Russell coincidiu com o Grande Fome da Irlanda da década de 1840, e se viu em conflito com seu obstinado secretário de exterior, lorde Palmerston, cuja beligerância e apoio para a revolução continental era embaraçoso. Palmerston foi forçado a demitir-se quando reconheceu o golpe de Napoleão III, de 2 de dezembro de 1851, sem a prévia aprovação real.
O governo também apresentou um projeto de milícia na Câmara dos Comuns, a votação que foi feito um voto de confiança sobre o governo. Palmerston conseguiu introduzir uma emenda ao projeto de lei sobre milícia que passou por 11 votos. Assim, a maioria de votos em favor da emenda ao projeto de lei de milícia causou a queda do ministério de Russell, que ocorreu em 21 de fevereiro de 1852. A Emenda de Palmerston, assim, derrubou o governo Russell. Este era um famoso "olho por olho, com Johnny Russell" de Palmerston, uma vingança por sua demissão por Russell como ministro dos negócios estrangeiros.

### Oposição

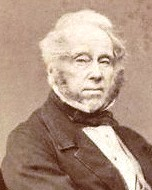
Lorde Palmerston, adversário dentro do próprio partido.

Após a sua queda, foram convocadas novas eleições, e por uma pequena margem, os tories venceram. Como também houve partidos menores e independentes eleitos para a Câmara dos Comuns e esses partidos menores e independentes realizavam agora o equilíbrio de poder na nova Câmara dos Comuns, havia 38 membros que eram tecnicamente conservadores, mas na verdade eram peelites (seguidores de Robert Peel).
Havia também 113 membros do novo parlamento que eram Free Traders. Eram mais radicais do que os peelites. Eles sentiram que as tarifas sobre todos os bens de consumo importados deveriam ser removidas, e não apenas a tarifa de trigo ou de milho. Além desses, houve a eleição de 63 membros da "Brigada Irlandesa", composta por membros irlandeses interessados na legislação dos direitos dos inquilinos para a proteção dos arrendadores na Irlanda.
Nenhum desses grupos menores estavam interessados em formar um governo com os conservadores por causa da amargura que sobrou pela revogação da Corn Laws. No entanto, John Russell dos whigs não poderia atrair um número suficiente de membros de partidos pequenos para formar um governo de qualquer um. Outras questões tratadas durante o governo Russell recente haviam alienado estes três grupos menores de whigs também. Assim, a rainha Vitória pediu ao Conde de Derby para formar um governo minoritário. No entanto, esse governo minoritário logo caiu, após uma moção de desconfiança.

### Ministro de Aberdeen
Russell, como o líder dos whigs, em seguida, trouxe os whigs em um novo governo de coalizão com os peelites, liderado pelo peelite lorde Aberdeen. Aberdeen foi o primeiro-ministro da seção peelite de governo de coalizão. Sentimentos contra Palmerston ainda corriam tão forte por causa de sua carta ao embaixador francês endossando o golpe de Luís Bonaparte, de 2 de dezembro de 1852, que Palmerston não poderia ser nomeado como ministro dos negócios estrangeiros. No entanto, Palmerston tinha de ser uma parte do novo governo Aberdeen. Assim, em 28 de dezembro de 1852, Palmerston foi nomeado Home Secretary. Russell continuou a servir como líder do partido whig na Câmara dos Comuns. Como o líder do maior partido da coalizão de governo Aberdeen, Russell era necessário no novo governo. Assim, em 28 de dezembro de 1852, Russell foi nomeado Secretário de Estado dos Negócios Estrangeiros.

### Questão Oriental
Juntamente com Palmerston, lorde John Russell foi fundamental para que a Grã-Bretanha com a França se envolvessem em frustrar o poder crescente do Império Russo. Eles fizeram isso como um membro do governo de Aberdeen e contra a vontade do Conde de Aberdeen.
O Império Otomano estava em um estado de declínio e várias nações da Europa procuraram tirar vantagem do declínio. O Império Russo, em particular procurou afirmar suas reivindicações territoriais para o sudeste da Europa ou dos Balcãs à custa do território Otomano na Europa. No entanto, tão logo Luís Bonaparte havia terminado seu golpe contra a Segunda República Francesa e assumiu o título de Napoleão III, imperador da França, enviou um embaixador ao Império Otomano, com instruções para obter aos otomanos uma garantia de que a França seria o "protetor dos cristãos locais" em Jerusalém e na Terra Santa. Bonaparte era o sobrinho de Napoleão Bonaparte, Imperador da França, e muitos funcionários públicos britânicos - como Aberdeen - sentiam que Luís Bonaparte estava apenas procurando aventura no estrangeiro e engrandecimento e, mais cedo ou mais tarde, envolveria a Grã-Bretanha em outra série de guerras como as guerras contra a França e Napoleão, como em 1793-1815. A França tinha sido vista como um adversário dos interesses britânicos, e essa percepção não mudou desde 1815. Assim, grande parte do público britânico do lado de Rússia ou desejava permanecer neutro na disputa entre a Rússia e a França sobre o futuro do Império Otomano, que estava sendo chamado de "Questão Oriental".
No entanto, como o tempo passou, a opinião pública iria alterar. O governo britânico estava preocupado com o resultado das crescentes tensões sobre Questão Oriental. Assim, Aberdeen enviou  lorde Stratford de Redcliffe, um diplomata de experiência considerável, para o Império Otomano, para supervisionar os interesses britânicos.

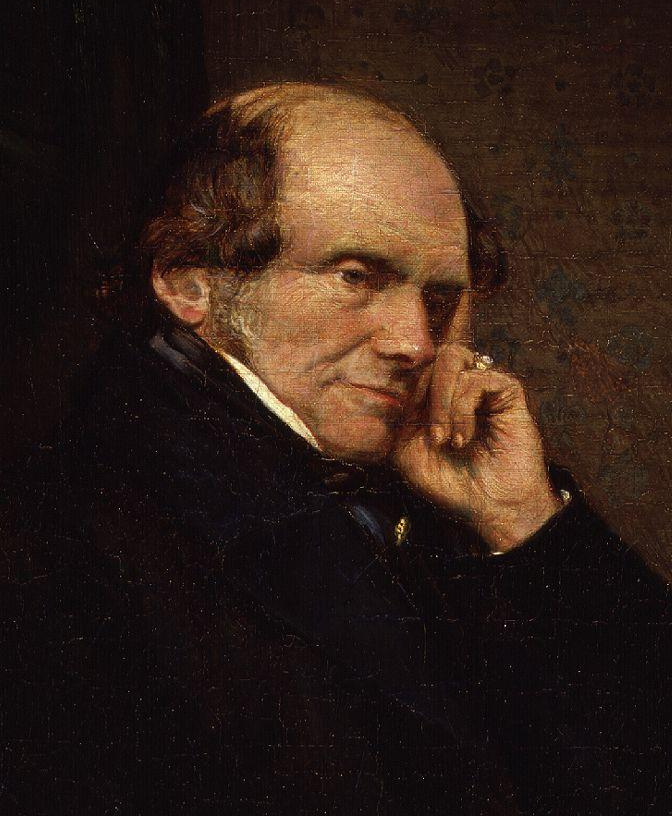
Lorde John Russel em detalhe da pintura de Lowes Cato Dickinson.

Quando os otomanos cederam às exigências de Luís Bonaparte, a Rússia opôs fortemente e em 7 de maio de 1853 um dos estadistas líderes da Rússia, o príncipe Alexander Sergeyevich Menshikov, chegou na Turquia, para elaborar um acordo. Durante a Guerra Russo-Turca de 1768-1774, a Rússia ocupou as províncias turco-otomanas controladas de Valáquia e Moldávia. Sob o Tratado de Kucuk Kaynarva, assinado em 1774, a Rússia tinha dado essas províncias do Danúbio para a Turquia (Império Otomano) em troca do reconhecimento turco do direito exclusivo da Rússia para "proteger os locais cristãos em Jerusalém e na Terra Santa". Menshikov negociou um acordo com a Turquia e os turcos inverteram-se e concordaram com o acordo russo.
Lorde John Russell, Palmerston e outros funcionários públicos e um número crescente do público britânico estavam começando a ver que a expansão da Rússia estava começando a ameaçar os interesses britânicos na Índia e comércio britânico com a Pérsia. Eles sentiram que um acordo com a França e de cooperação com os franceses sobre a Questão Oriental era necessário para evitar ameaças russas para os interesses britânicos. Assim, eles estavam dispostos a trabalhar com a França, mesmo que a França enviou o navio Charlemagne para o mar Negro na primavera de 1852, como uma demonstração de força contra os russos.
Em face da apresentação francesa de força, os otomanos viram-se para lorde Stratford de Redcliffe para aconselhamento sobre a questão. Lorde Stratford de Redcliffe mais tarde foi acusado de persuadir os otomanos para rejeitar o acordo russo. Assim, os turcos inverteu-se e assinaram um tratado reconhecendo os franceses e o Vaticano como os protetores oficiais dos locais cristãos na Terra Santa. Os russos responderam com a implantação do 4 º e 5 º Corpo de Exército ao longo do rio Danúbio. Além disso, os russos começaram uma opinião do tribunal político britânico. No entanto, a esta altura já era tarde demais. A opinião pública na Grã-Bretanha começou a mudar para a simpatia para a Turquia. Ainda assim, o governo Aberdeen resistiu na busca ativa da guerra. Lorde Russell tornou-se frustrado com a falta de apoio para a Turquia mostrado pelo governo britânico. Depois de prometer a si mesmo pela integridade e independência da Turquia, Russell renunciou ao governo em 21 de fevereiro de 1853. Aberdeen substituiu Lorde Russell, como Secretário de Estado dos Negócios Estrangeiros em seu governo por lorde Clarendon.
Finalmente, em maio de 1853, Aberdeen foi forçado a fazer uma demonstração de força, enviando uma frota sob o almirante Armar Lowry Corry estacionadas na baía de Biscaia para a ilha de Malta para juntar-se a um esquadrão sob o almirante sir James Deans Whitley Dundas. A força combinada foi enviada para se juntar à frota francesa na ilha Salamina, perto de Atenas, na Grécia. A frota anglo-francesa combinada, então, partiu para um local fora da costa da Turquia.
Após a demissão do conde de Aberdeen, lorde Palmerston foi convidado a formar um novo governo. John Russell foi enviado a Viena para negociar (aceitando a Secretaria Colonial), mas sacrificou-se para proteger a confidencialidade, negociação e temporariamente se aposentou da política em 1855, com foco na escrita.

### Secretário dos Negócios Estrangeiros
Em 1859, na sequência de um outro governo de curta duração conservador, Palmerston e Russell tinham suas diferenças, e Russell aceitou servir como ministro das Relações Exteriores em um novo gabinete de Palmerston - geralmente considerado o primeiro verdadeiro Gabinete Liberal. Este período foi agitado particularmente no mundo fora da Inglaterra, vendo a unificação da Itália, a Guerra Civil Americana, e da guerra de 1864 em Schleswig-Holstein entre a Dinamarca e os estados alemães. Russel organizou a Conferência de Londres de 1864, mas não conseguiu estabelecer a paz na guerra. Seu mandato do Foreign Office foi notável para a famosa expedição em que ele defendeu a independência italiana: "O Governo de Sua Majestade vai voltar seus olhos, numa perspectiva gratificante de uma pessoa construindo o edifício de suas liberdades, e consolidando o trabalho de sua independência, em meio as simpatias e votos de felicidades da Europa" (27 de Outubro de 1860).

### Casa dos Lordes
Russell foi elevado à nobreza como Conde Russell, de Kingston Russell, no condado de Dorset, e Visconde Amberley, de Amberley no Condado de Gloucester e de Ardsalla no Condado de Meath, em 1861. Como um par em seu próprio direito, ele sentou-se na Câmara dos Lordes para o resto de sua carreira.

### Segundo Gabinete
Quando Palmerston morreu repentinamente em 1865, Russell voltou a ser primeiro-ministro. Seu segundo governo foi curto e frustrante, e Russell falhou em sua grande ambição de expandir a franquia - uma tarefa que ficaria a cargo de seus sucessores conservadores, Derby e Benjamin Disraeli. Em 1866, o partido novamente se desuniu e derrubou seu governo, e Russell entrou na aposentadoria permanente.

## Família e descendência
Em 11 de abril de 1835, se casou com Adelaide Russell, Lady Ribblesdale, a filha mais velha de Thomas Lister Esq. e a viúva de Thomas Lister, segundo Barão Ribblesdale, que morreu em 1832. A sua morte, em 1838, cortou o curto casamento após três anos. Eles tiveram duas filhas, lady Georgiana Adelaide Russell (1836-1922), que se casou com Archibald Descasque e teve uma filha, Grace (1878-1973), e lady Victoria Russell (1838-1880), que se casou com o reverendo Villiers Henry Montagu, filho de Henry Montagu Villiers, bispo de Durham, e deixou muitos descendentes.
Em 20 de julho de 1841, casou Russell em segundas núpcias com lady Frances Anna-Maria Elliot-Murray-Kynynmound, filha de Gilbert Elliot, 2.º Conde de Minto. Seus filhos foram John Russell, Visconde Amberley (1842-1876), George Gilbert William Russell (1848-1933); Francis Albert Rollo Russell (1849-1914) e Maria Augusta Russell (1853-1933). Eles viveram em Pembroke Lodge, Richmond Park.
Após a morte em 1876 de seu filho mais velho, lorde Amberley, Russell e sua segunda esposa, posteriormente educaram os filhos de seu filho, incluindo Bertrand Russell, que lembrou Russell em sua vida mais tarde, como "um velho homem bondoso em uma cadeira de rodas". Bertrand depois se tornou um matemático, filósofo, ativista contra as armas nucleares e o 3.º Conde Russell.